# Mullan Road
Mullan Road foi a primeira estrada para carroças cobertas a cruzar as Montanhas Rochosas para aceder ao chamado Inland Noroeste do Noroeste Pacífico. Foi construída sob direção do tenente John Mullan entre a primavera de 1859 e o verão de 1860. Situa-se entre Fort Benton, porto importante no rio Missouri (e que já foi o porto fluvial mais interior do mundo) até Fort Walla Walla, Território de Washington, perto do rio Colúmbia. A estrada seguia aproximadamente a rota das modernas Interstate 15 e Interstate 90 pelo Montana, Idaho e Washington.
Partes da Mullan Road ainda podem ser viajadas. Uma secção fica em Washtucna.
Um troço da Mullan Road fica perto do lago Benton foi listada no National Register of Historic Places em 1975, e a American Society of Civil Engineers designou-a como monumento histórico da engenharia civil em 1977. Três segmentos da estrada no Idaho foram também listados no National Register em 1990. Em 2009, o troço de Point of Rocks no Montana passou igualmente a constar do National Register como parte do sítio denominado Point of Rocks Historic Transportation Corridor.